# Doktor Murkes gesammeltes Schweigen (Film)
Doktor Murkes gesammeltes Schweigen ist ein satirischer Fernsehfilm von 1964, basierend auf der gleichnamigen Erzählung von Heinrich Böll.

## Handlung
Abgesehen von der Weglassung einiger Neben-Episoden entspricht die Handlung der literarischen Vorlage Doktor Murkes gesammeltes Schweigen.

## Produktion
Als Drehort diente das Funkhaus des Hessischen Rundfunks in Frankfurt am Main und dessen markante Goldhalle.
Der Film wurde von der Deutschen Verlags- und Fernseh GmbH München im Auftrag des Hessischen Rundfunks produziert und am 6. Februar 1964 zum ersten Mal ausgestrahlt, und zwar zeitgleich in der ARD und im Schweizer Fernsehen. Ausstrahlungen im österreichischen und im finnischen Fernsehen folgten im November 1964 bzw. Februar 1965. Am 5. Oktober 1965 erschien eine Fortsetzung unter dem Titel Doktor Murkes gesammelte Nachrufe; beide Teile wurden zusammen 2003 auf DVD veröffentlicht.

## Rezeption
Das Hamburger Abendblatt schrieb: „Für Rolf Hädrichs routinierte Rundfunk- und Fernsehbetriebspraxis war diese von Dieter Hildebrandt zum Fernsehspiel umgearbeitete reizende Böllsatire natürlich ein gefundenes Fressen: Regie und Besetzung der Hauptrollen stimmten haargenau.“
Gong 8/1964 schrieb in seiner Kritik: „Hildebrandt ist die Übersetzung in die andere Form, man möchte sagen im Geiste Bölls, gelungen. Die Sendung war ein heiterer, hintergründiger Spaß. Geistreicher Witz funkelte aus köstlichen Szenen in gutgetroffener, gutgespielter Funkhausatmosphäre.“
Falk Straub wertete bei kino-zeit.de: „Dass der Spott dabei nicht polternd, sondern auch auf leisen Sohlen daherkommt, ist Bölls feinem Umgang mit der Sprache zu verdanken, der die irren Auswüchse des Medienbetriebs subtil ad absurdum führt. Hildebrandts zurückgenommenes Spiel bringt Bölls Anliegen präzise auf den Punkt. […] Die beiden Fernsehfilme gewinnen jedoch nicht nur durch Bölls Vorlage und Hildebrandts Drehbuch. Auch die Schauspieler sind durch die Bank bestechend […]. Last but not least beeindrucken die Murke-Filme visuell, heben sich durch erstaunlich filmische Einstellungen und Kompositionen positiv vom Fernsehen der 1960er ab.“